# Florencio Aguilera
Florencio Aguilera Correa (Ayamonte, Huelva, 9 de mayo de 1947), Pintor español.

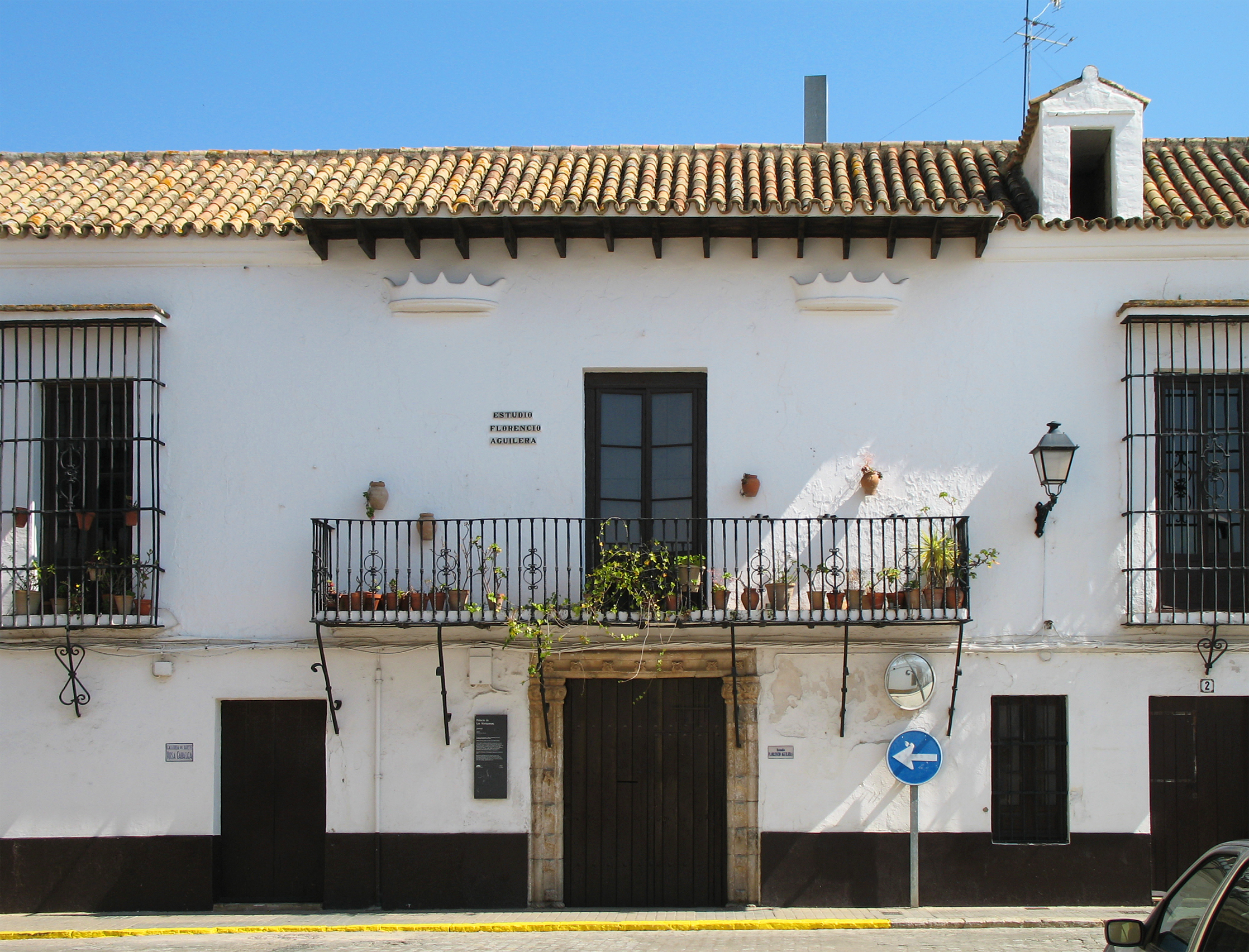
Studio y museo del pintor Florencio Aguilera en Ayamonte

## Biografía
Hijo de Rafael Aguilera, original y singular pintor, y crece entre oleos y pinceles. 
En 1961 pinta su primer cuadro.
En 1962, con 14 años, hace su debut como pintor, en una colectiva de pintores de Isla Cristina y Ayamonte.
Persona polifacética, inconformista e inquieta, fue torero en su juventud y entre sus múltiples actividades se cuenta la de promotor cultural. Inició el Festival Internacional de Música Clásica de Ayamonte, alcanzando a partir de 2002, en su tercera edición, una gran repercusión en los medios artísticos, convirtiéndose el Patio de la Jabonería de su Estudio-Museo de Ayamonte en uno de los centros de interés musical más solicitados durante los veranos del sur.
En 2005, la Real Academia Provincial de Bellas Artes de Cádiz en sesión de la Junta General Ordinaria celebrada el 10 de mayo, le nombra Académico de la misma.
2007/08     Diciembre – enero. Por encargo de la Consejería de Agricultura y Pesca de la Junta de Andalucía instala en la Cámara Agraria Provincial de Sevilla un Nacimiento Andaluz, basado en las ocho provincias de la región.
2011  Se celebra en su Estudio Museo de Ayamonte la primera de las cuatro exposiciones Tres Generaciones conmemorando sus 50 años de trayectoria con su padre Rafael Aguilera (1903 – 1998), y su hijo Chencho Aguilera (1975), que luego recorrerán las ciudades de Sevilla y Nueva York.
2012  El 28 de febrero, día de la Comunidad Andaluza, se le concede a Florencio Aguilera la Medalla de oro de Andalucía.
2012 La QCC ART GALLERY – THE CITY UNIVERSITY OF NEW YORK, edita una Enciclopedia  Latinoamericana de Artistas Contemporáneos incluyendo en la misma a Rafael Aguilera, Florencio Aguilera y Chencho Aguilera. Con portada de Florencio Aguilera.
2012 Exposición “Tres Generaciones” en la QCC ART GALLERY – THE CITY UNIVERSITY OF NEW YORK, desde octubre hasta enero de 2013.
2016  El nuevo gobierno municipal, vuelve a encomendar a Florencio Aguilera, la dirección de nuevo del Festival de Música siendo el bellísimo marco del patio de su estudio – Patio de la Jabonería, el escenario de los conciertos del Festival. Estos son algunos de los grandes artistas que han pasado por el Festival de Música de Ayamonte creado por él y que se viene celebrando en su propio Estudio (Patio de la Jabonería) de Ayamonte, Joaquín Achucarro, Rafael Orozco, Valentin Georgiu, Javier Perianes, Ainhoa Arteta, Carmen Linares, José Carreras, Barbar Hendrich, Montserrat Caballé, Vicente Amigo, Tomatito, Mª Joao Pires, Grigori Sokolov entre otros.
El 28 de febrero de 2017, día de Andalucía, el Ayuntamiento de Ayamonte en un pleno extraordinario y con el beneplácito de todos los grupos de gobierno acuerdan entregar la Medalla de Oro de la Ciudad a Florencio Aguilera premiando así su trayectoria artística hasta el momento.
2017 diciembre, vuelve a instalar en su estudio de Ayamonte un nuevo Nacimiento tradicional.

## Obra

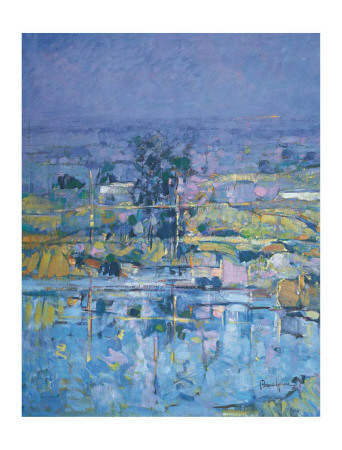
GUADIANA

La pintura de Florencio se caracteriza fundamentalmente por un dominio innato del color con una paleta de infinitas tonalidades, tan fuerte que se constituye en la característica por excelencia de su pintura, reflejando en sus lienzos los paisajes de Ayamonte y de sus playas con una atmósfera tan intensa que luego la realidad te hace recordar sus pinturas en un proceso en círculo.
Su pintura se puede encuadrar en un expresionismo que roza la abstracción, en el que el protagonista absoluto siempre es el color, transmitiendo equilibrio y armonía, de pinceladas rápidas y gráciles, logrando atrapar el movimiento y siendo cada captación de la luz del cielo o de la mar absolutamente distinta.
En los años 70 el crítico Carlos Arean dijo,”...la pintura de Florencio es una figuración tradicional evolucionada”.
Se inspira viajando para luego encerrarse en su estudio a pintar.
Su obra está representada en colecciones públicas y privadas de España, Portugal, EE. UU., Alemania, Francia, Holanda, Inglaterra, Italia, Suiza, Noruega, Argentina y otros países Sudamericanos.

## Exposiciones Individuales
- 1992. Galería Kreisler en la Feria Internacional de Arte “ART MIAMI 92”, en el Miami Beach Convention Center, Florida.
- 1995. Exposición en Chicago.
- 1996. Exposición ARTEBA, Buenos Aires (Argentina). Centro Cultural Recoletas.
- 1998. Exposición Retrospectiva en el Museo de Arte Contemporáneo de Madrid.
- 1998. Exposición en el Pabellón de España, Expo 98, en el Museo de las Aguas de EPAL de Lisboa.
- 2003. Exposición Antológica en el Convento de Santa Inés de Sevilla. Ayuntamiento de Sevilla en colaboración con la Junta de Andalucía con los patrocinios de Caja Madrid y Corsan-Corviam.
- 2003. Exposición Antológica en el Estudio-Museo de Ayamonte.
- 2007. Exposición Antológica, 40 años 1966-2006. Museo de la Ciudad de Madrid.

## Premios
- 1982 "Ayamontino del año".
- 2001 Medalla de las Artes y las Letras de Huelva.
- 2005 Académico de la Real Academia de Bellas Artes de Cádiz.
- 2012 Medalla de Andalucía.
- 2017 Medalla de Oro de la Ciudad.